# 川大望江校区站
川大望江校区站位于成都市武侯区科华北路与锦绣路路口、四川大学望江校区西门旁，是成都地铁8号线的一座地下车站，于2020年12月18日启用。

## 车站结构
本站为地下二层岛式站台车站。
| 地面                             | ·    | 出口A/B/C/D |
| 地下一层                         | 站厅 | 自助购票 客服中心 |
| 地下二层                         | 站台 | \| \| \| 8号线往桂龙路（东湖公园） \| \| 島式 · 開左邊车门 · 无障碍卫生间 \| \| \| \| \| \| 8号线往龙港（倪家桥） \| |
|                                  |      | 8号线往桂龙路（东湖公园）                                                                                            |
| 島式 · 開左邊车门 · 无障碍卫生间 |      | |
|                                  |      | 8号线往龙港（倪家桥）                                                                                                |

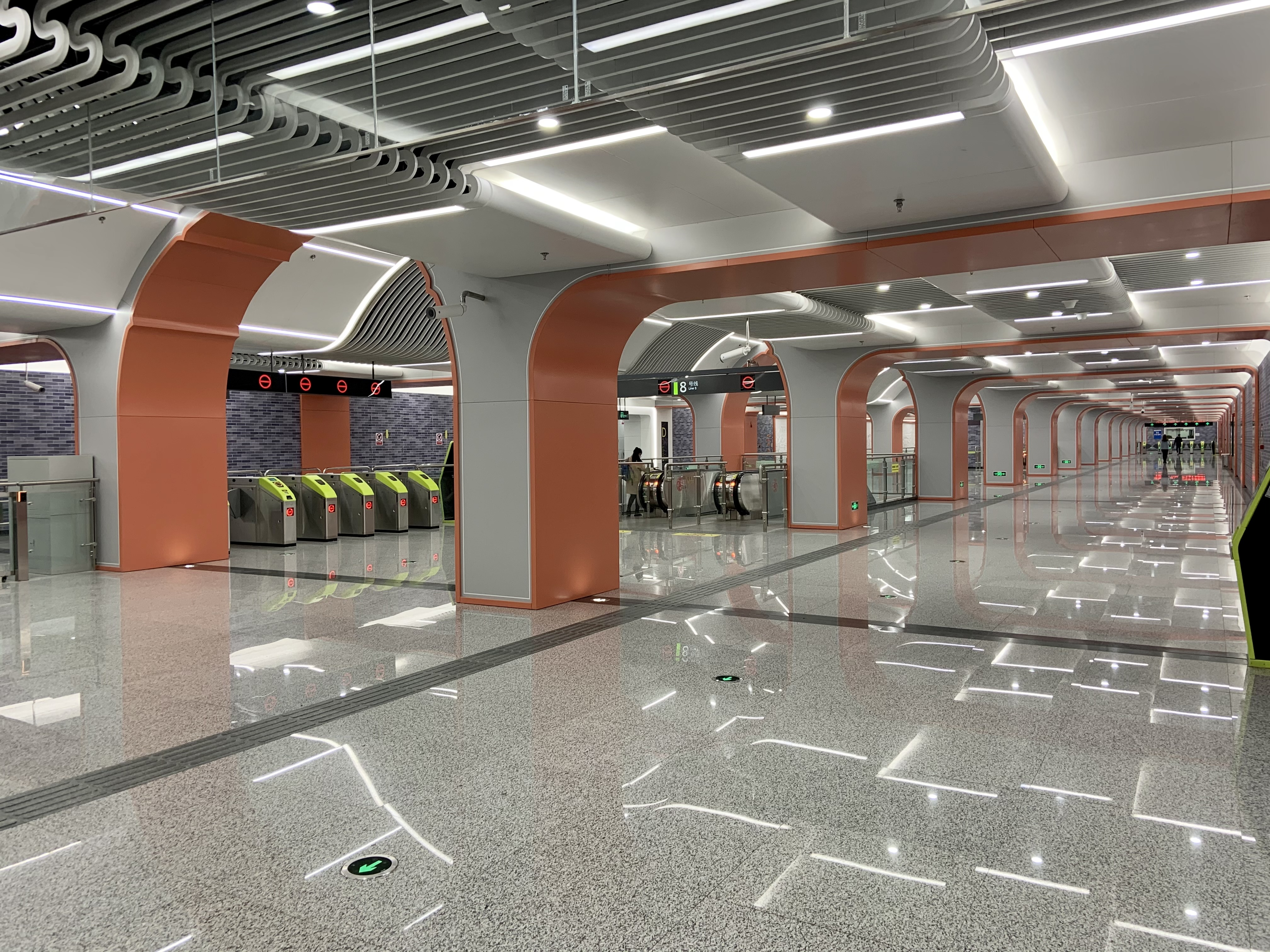
站厅层
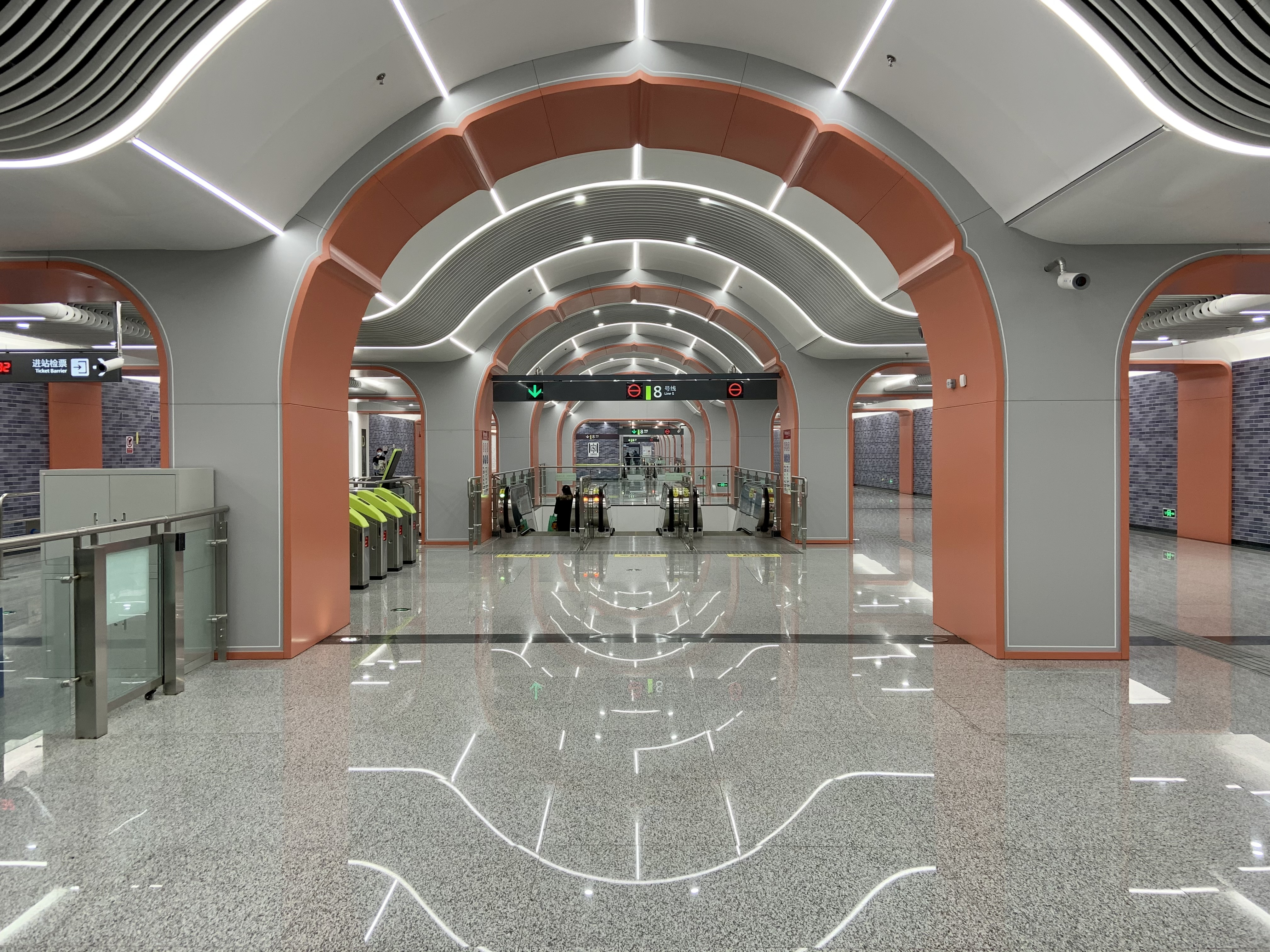
站厅层
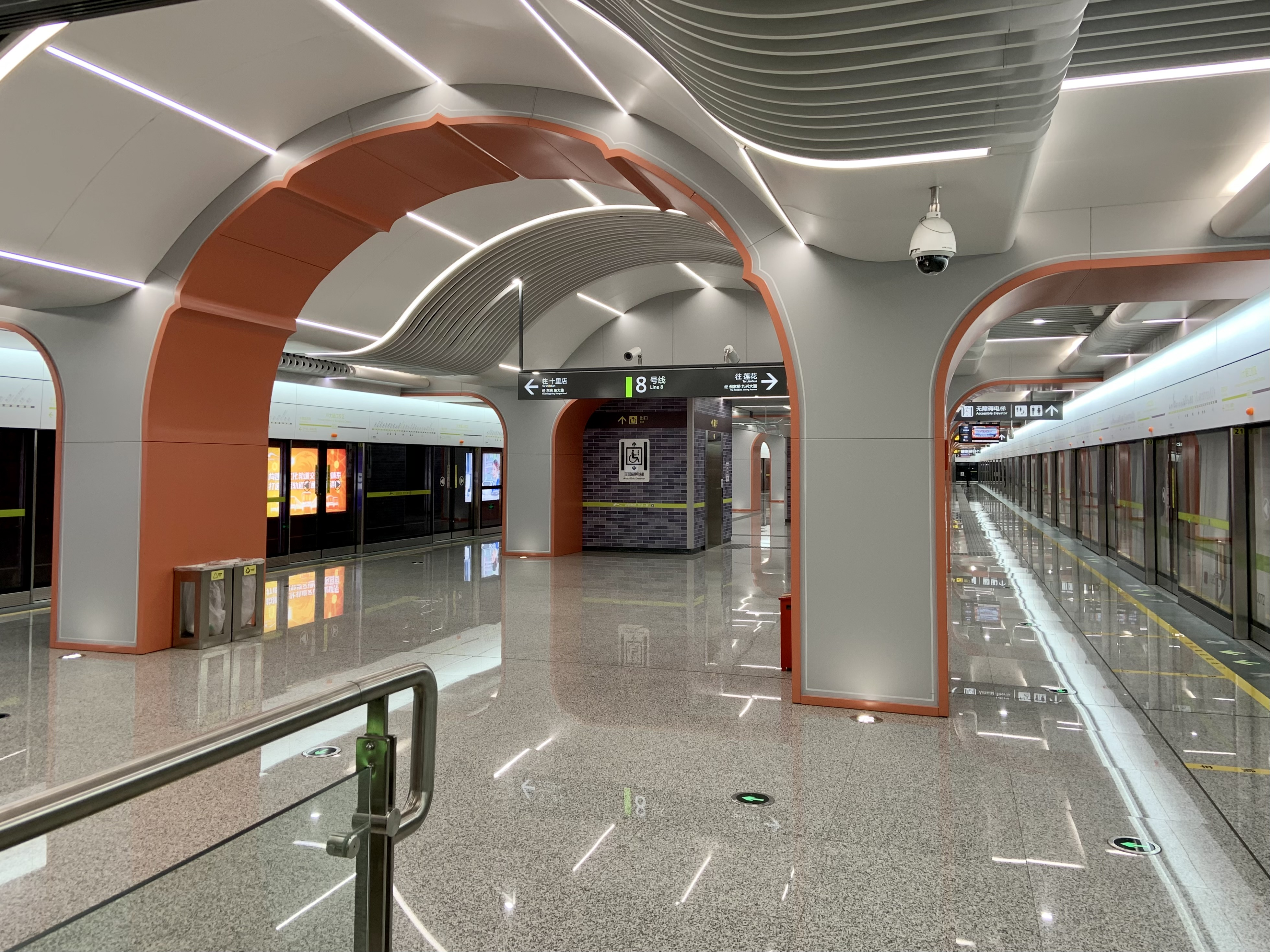
站台层
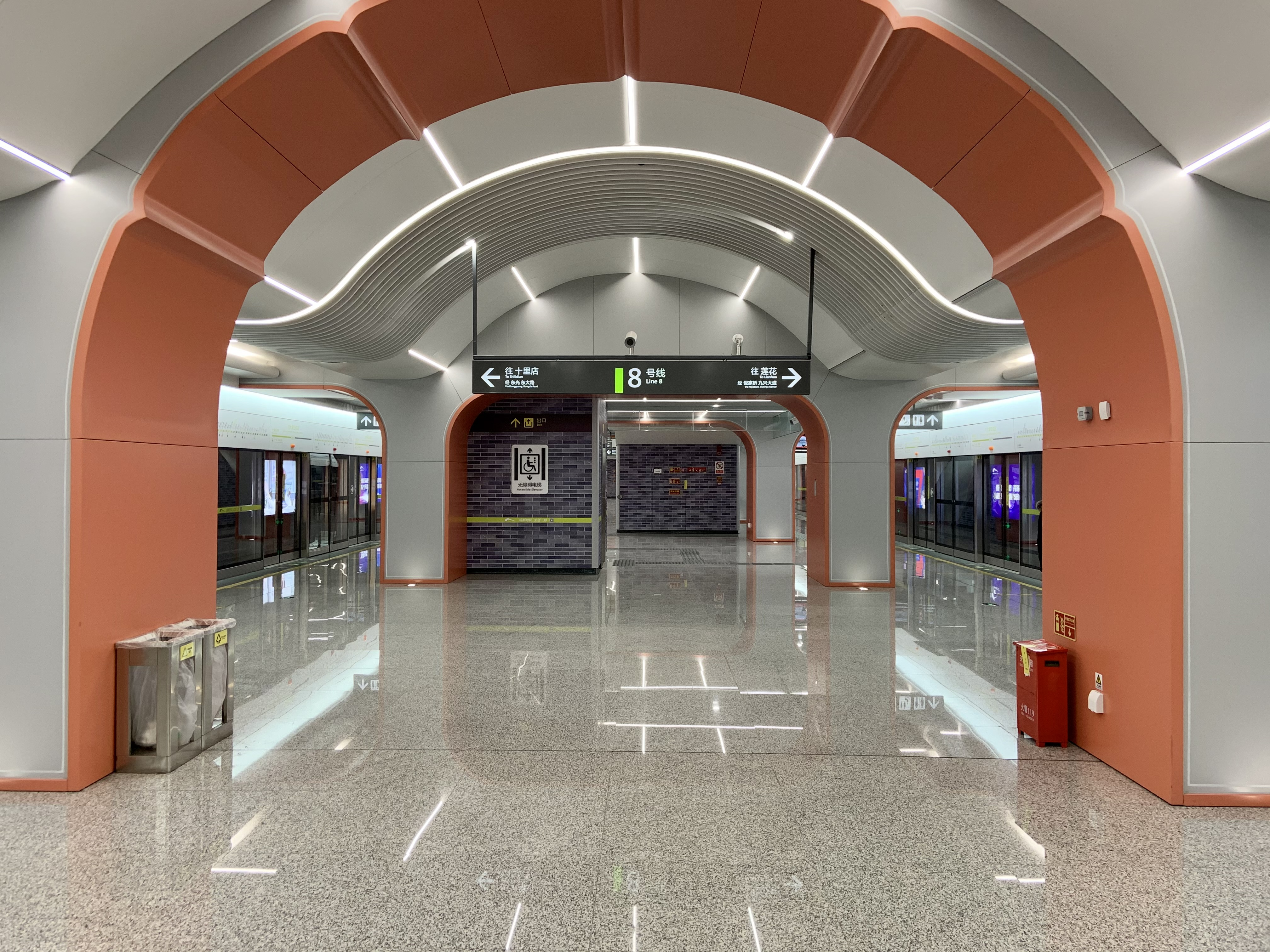
站台层

## 内装与公共艺术
本站设计主题为“人文百年”。
本站8号线站区为8号线重点艺术站之一，以川大望江校区具备悠久历史的建筑群为灵感来源，采用川大标志性的红、灰配色为车站主色调，将川大标志性的红墙灰砖在站厅、站台进行再现。站台站厅还采用了穹顶形式，并于天花板打造书卷造型，整体庄重沉稳，呼应四川大学的百年积淀和人文内涵。

### 艺术墙《百年川大》
本站艺术墙为一座大型汉白玉浮雕，由戊戌变法、民国学人、星火燎原、科学救国四个章节组成。刻画了川大历史上120余位人物，展现了川大在中国近代史上不可磨灭的历史印记和人文底蕴。

## 出入口
本站目前开放4个出入口。
|          |              |                                      |      |
| 编号     | 设施         | 指示                                 | 照片 |
|          | 无障碍电梯   | 科华北路、竹苑巷、四川大学望江校区   |      |
| 出口 · B |              | 锦绣路、棕竹街、锦绣街、棕竹巷       |      |
| 出口 · C | 无障碍卫生间 | 锦绣路、棕南巷、盛隆街、棕南西街     |      |
| 出口 · D |              | 锦绣路、科华北路、棕南正街、棕南东街 |      |